# Nathan Burns
Nathan Burns (født 7. maj 1988) er en australsk fodboldspiller.

## Australiens fodboldlandshold
| Australiens landshold | Australiens landshold | Australiens landshold |
| År                    | Kmp                   | Mål                   |
| --------------------- | --------------------- | --------------------- |
| 2007                  | 1                     | 0                     |
| 2008                  | 1                     | 0                     |
| 2009                  | 0                     | 0                     |
| 2010                  | 2                     | 0                     |
| 2011                  | 3                     | 0                     |
| 2012                  | 0                     | 0                     |
| 2013                  | 0                     | 0                     |
| 2014                  | 0                     | 0                     |
| 2015                  | 11                    | 1                     |
| Total                 | 18                    | 1                     |